# Dominick Brascia
Dominick Brascia (ur. 29 maja 1957 w Staten Island, zm. 26 listopada 2018 w  Bozeman) – amerykański aktor i reżyser filmowy, spiker radiowy.
W 1984 zadebiutował na ekranie rolą w filmie Nie igraj z ogniem (They're Playing with Fire). Rok później zaangażowano go do serialu Otherworld, w którym wcielił się w postać Hoberta Racksa w odcinku pt. The Zone Troopers Build Men. Tego samego roku zagrał Joeya, upośledzonego i brutalnie zamordowanego wychowanka zakładu poprawczego dla trudnej młodzieży, w piątej części Piątku trzynastego – Nowym początku. Dwukrotnie pojawił się też w serialu Nieustraszony (1984, 1985). Z lat osiemdziesiątych pamiętny jest też jego udział w horrorze komediowym Raz ugryziona (Once Bitten) z 1985 roku oraz filmie Zły śmiech (Evil Laugh, 1988), którego Brascia był zresztą reżyserem, producentem i współscenarzystą.
Lata dziewięćdziesiąte to dla Dominicka pasmo niepowodzeń na froncie aktorskim. Od 2003 Brascia pracował jako spiker radiowy.
Corey Feldman w filmie dokumentalnym (My) Truth: The Rape of Two Coreys oskarżył Dominicka Brascię o molestowanie seksualne Coreya Haima i pedofilię.